# Concilio di Arles (314)
Il concilio di Arles, celebrato nel mese di agosto del 314, è stato un concilio della Chiesa cristiana, il primo ad essere convocato da un imperatore; fu il primo di numerosi altri concili celebrati ad Arles in Gallia. 

## Svolgimento
Fu organizzato dall'imperatore Costantino I a causa dello scisma donatista che durava in Africa da circa un decennio, in seguito al rifiuto di un folto gruppo d'intransigenti vescovi africani di riconoscere Ceciliano, vescovo di Cartagine, consacrato da Felice, un vescovo presunto "traditore" che nella persecuzione dioclezianea aveva destinato le Sacre Scritture al rogo.
Il sinodo condannò i donatisti. Esso minacciò anche di scomunica tutti i soldati che volevano disertare dalle armate imperiali: il che tornava comodo a Costantino nella sua lotta contro Licinio.
Successive indagini provarono non solo che Felice non era un traditore, ma che lo erano stati alcuni vescovi del movimento donatista. Sicché Costantino, vista la loro ostinazione a rifiutare le decisioni del sinodo, prese a reprimerli con la forza, facendo esiliare molti vescovi eretici e confiscare le loro chiese. Ma riuscì solo a creare dei martiri, finché, rassegnato, abbandonò la lotta, che fu ripresa dall'imperatore Costante I che proibì il culto ed esiliò i capi della setta.
Insieme al Concilio di Nicea I, il Concilio di Arles stabilì che la consacrazione episcopale dovesse avvenire per opera di almeno tre vescovi: un consacrante principale e due co-consacranti.
Il Sinodo di Arles del 314 e il Concilio di Nicea I negarono ai diaconi la possibilità di presiedere anche l'Eucaristia anche in casi eccezionali.

Durante questo concilio, si sancì che i cristiani che si rifiutavano di servire l'esercito romano in tempo di pace venissero scomunicati.
Al Concilio di Arles del 314 presero parte il vescovo di Lincoln, di York e di Londra, attestando l'esistenza di queste diocesi già a partire dal IV secolo.

## Elenco dei partecipanti
Al concilio presero parte rappresentanti di 44 Chiese occidentali, provenienti dell'Italia, della Gallia, della Britannia, della Hispania e dell'Africa romana. Di queste Chiese, 33 furono rappresentate dai loro rispettivi vescovi, mentre le altre da presbiteri e diaconi.
Questo è l’elenco dei 33 vescovi presenti ad Arles, secondo le sottoscrizioni della lettera sinodale inviata dai padri conciliari a papa Silvestro I e riportata da Mansi nel secondo volume della sua Sacrorum Conciliorum nova et amplissima collectio.
- Cresto di Siracusa
- Proterio di Capua
- Pardo di Arpi[6]
- Teodoro di Aquileia
- Mirocle di Milano
- Oresio di Marsiglia
- Marino di Arles
- Vero di Vienne
- Dafno di Vaison
- Imbetausio di Reims
- Aviziano di Rouen
- Reticio di Autun
- Vocio di Lione
- Materno di Colonia[7]
- Orientale di Bordeaux
- Agrizio di Treviri
- Mamertino di Eauze

- Eborio di York
- Restituto di Londra
- Adelfio di Colonia Londinensium[8]
- Liberio di Augusta Emerita
- Fortunato di Cesarea di Mauritania
- Quintasio di Cagliari
- Ceciliano di Cartagine
- Lampadio di Utina
- Vittore di Utica
- Anastasio di Benevento di Proconsolare
- Fausto di Tuburbo[9]
- Surgenzio di Pocofelto
- Vittore di Legis di Volumnio
- Vitale di Ucres
- Gregorio di Porto
- Epitteto di Centocelle

Le Chiese rappresentate da presbiteri o diaconi furono quelle di Roma, Orange, Nizza, Apt, Gévaudan (Mende ?), Betica, Ursona, Tarragona, Saragozza, Basti e Ostia.